# Cal Roviralta
Can Roviralta és un edifici dels Hostalets de Pierola (Anoia) catalogat com a bé cultural d'interès local.

## Descripció
De planta quadrangular i dos pisos d'alçada, està construït amb pedra recoberta d'estuc, la caracteritza una lluerna que rep la llum d'una cúpula que il·lumina l'espaiós interior. de composició molt senzilla i gairebé absent de decoració a excepció de les motllures de les finestres que sobresurten lleugerament del mur i de les balconades de ferro forat de les finestres centrals. Destaca també la balustrada de pedra que ocupa la part superior de l'edifici.
La porta d'entrada destaca de la composició porticada que inclou també una petita balustrada de pedra sustentada sobra els dos pilars que fan de marc a la façana principal.

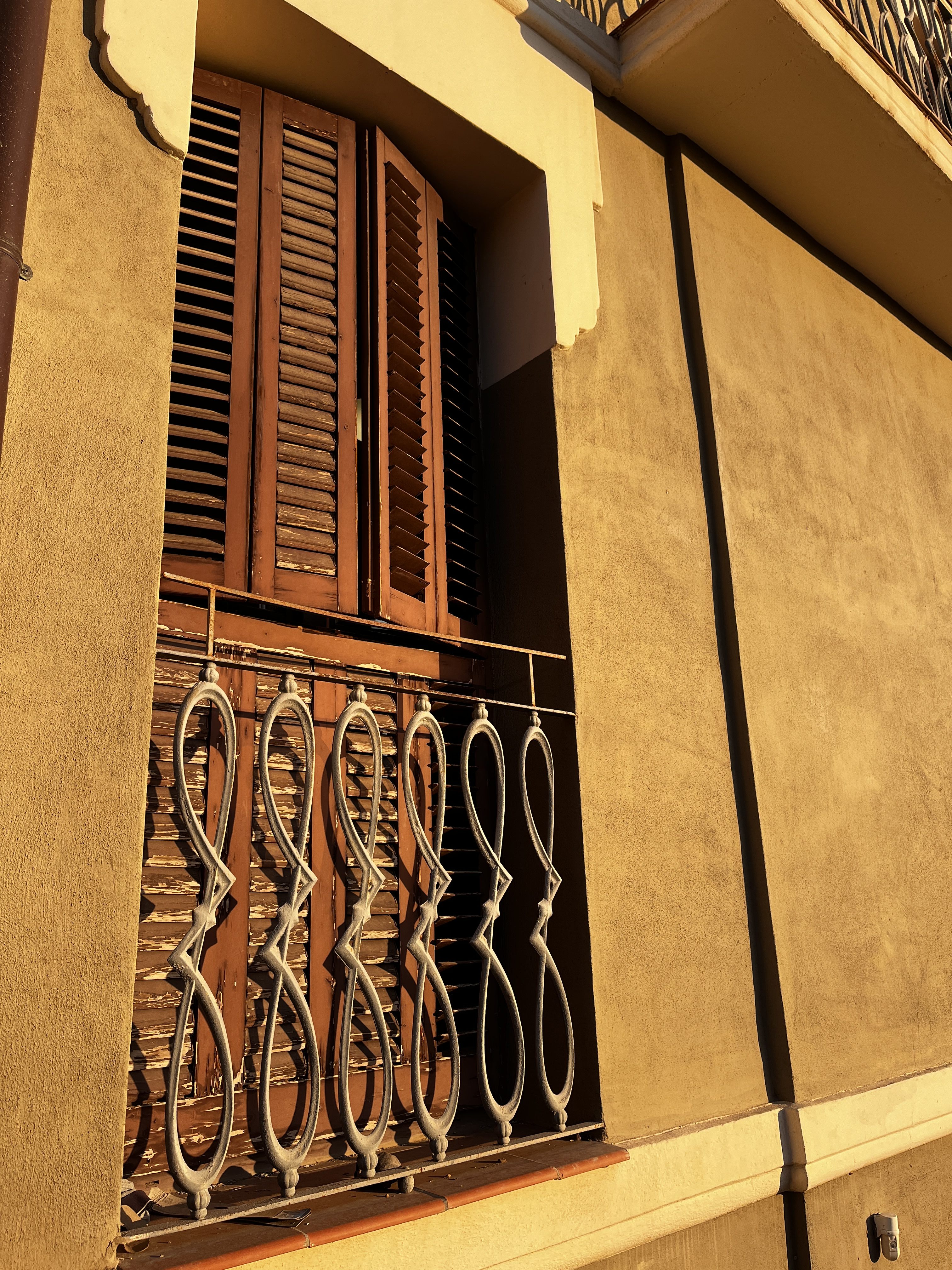
Balcó

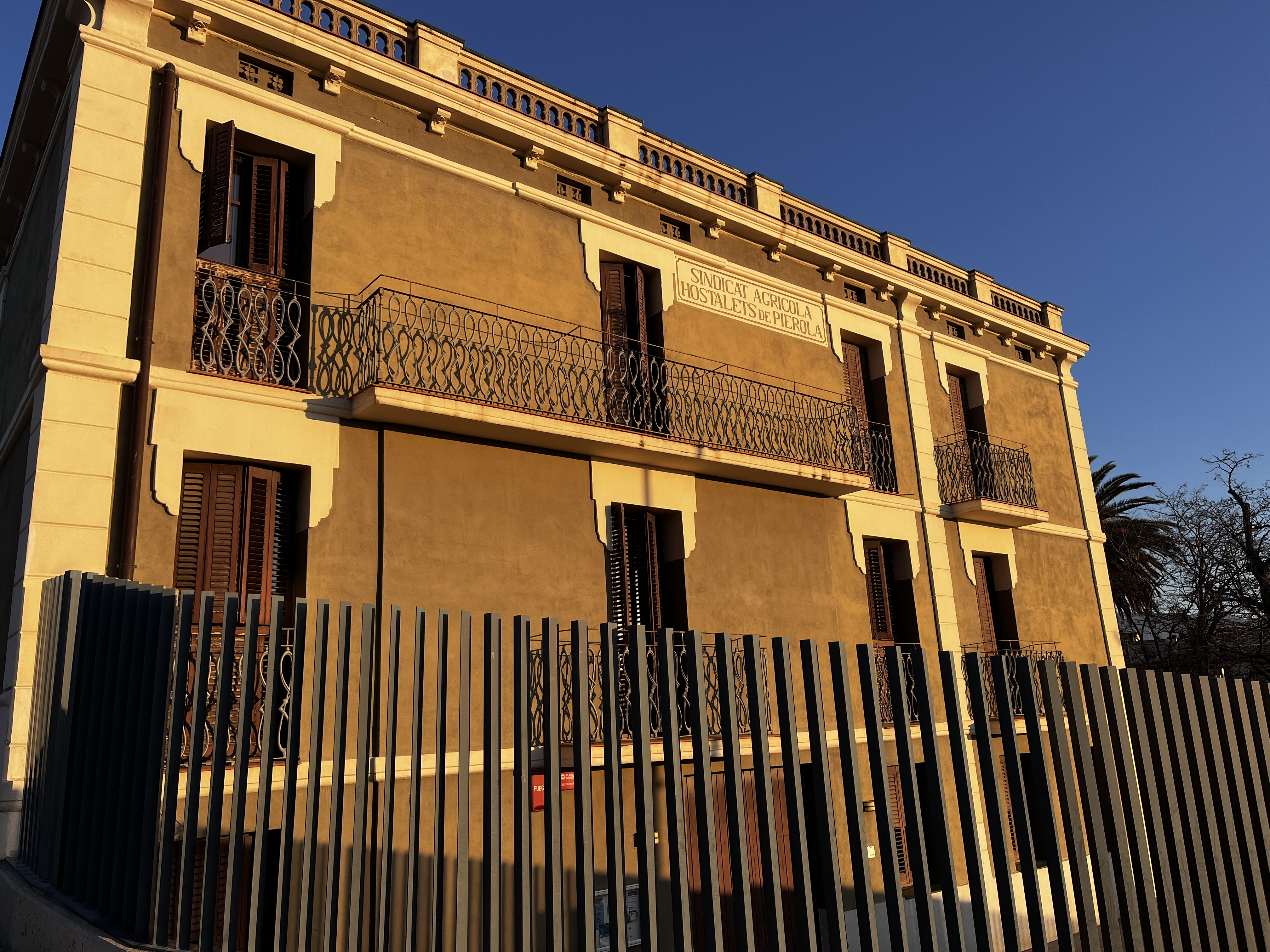
Part de perfil

## Història
Al costat d'aquesta casa, al peu mateix de l'actual carretera, hi havia la masia de Can Santjoan, que va ser una de les quatre on va edificar-se el poble dels Hostalets de Pierola. El 1890, la finca fou adquirida per 66.000 pessetes pel comerciant Josep Roviralta i Figueres, que tenia una empresa d'exportació de vins i olis catalans a l'Argentina, i a partir del 1897 (tal com consta en una inscripció sobre el portal principal) hi va fer construir uns cellers, i després una torre d'estiueig.
El 1913, Josep Roviralta va morir a Buenos Aires, i el 1918, també la seva esposa Maria Puigventós i Vivet, i la finca passà a mans del seu fill Aureli Roviralta i Puigventós. El 1919, el nou propietari va cedir una part dels terrenys per a la construcció de la seu de la Cooperativa Agrícola, i també es va encarregar de demanar el permís d'obres.
El 18 de juliol del 1936, el mateix dia de l'aixecament militar que donà lloc a la Guerra Civil espanyola, Aureli Roviralta va haver de fugir del poble per por a les represàlies dels pagesos rabassaires. La finca fou confiscada pel Comité Local, que la cedí al Sindicat Agrícola dels Hostalets de Pierola (entitat resultant de la fusió de la Cooperativa Agrícola i el Sindicat Catòlic Agrícola), que la va utilitzar com a magatzem. El 1939, un cop acabada la guerra, tornà al seu propietari.
Després de la seva mort i un temps abandonada, el municipi va rehabilitar l'edifici i hi va posar el Centre de Recerca i Interpretació Paleontològica (CRIP) i també l'alberg rural.